# يموت بن المزرع
يَمُوت بن المُزَرِّعِ البصريّ العبدي واسمه محمد، وكنيته أبو بكر، (؟؟؟ - 304 هـ/ ؟؟؟ - 916 م)، أديب وشاعر ولغوي وأخباري وراوي من رواة الحديث والأخبار، هُوّ ابن أخت الجاحظ ووالد الأديب مهلهل بن يموت، من نسل حكيم بن جبلة العبدي من قبيلة عبد القيس الربيعية العدنانية، مولده كان في البصرة أثناء العصر العباسي ووفاته كانت في طبرية وقيل مات في دمشق.

## نسبه
هو أبو بكر يَموت بن المُزَرِّع بن يموت بن عيسى بن موسى بن سيّار بن حكيم بن جبلة بن حصن بن أسود بن كعب بن عامر بن عدي بن الحارث بن الديل بن عمرو بن غنم بن وديعة بن لكيز بن أفصى بن عبد القيس بن أفصى بن دعمي بن جديلة بن أسد بن ربيعة بن نزار بن معد بن عدنان، العبدي البصريّ.

## سيرته
وُلِد في البصرة بالعصر العباسي ولا تُعرف سنة مولده، والده المُزَرِّع من نسل حكيم بن جبلة، ووالدته كانت أختًا للجاحظ.
عندما شب وبلغ قام بتغيير اسمه من يَموت المُشتق من كلمة الموت إلى اسم محمد بسبب سوء معنى اسمه الأوَّل وقد سمّاه والده بهذا الاسم لأنّه كان اسم جده، ولكن حتى بعد أن غيّر اسمه اشتهر بـ يَموت بين الناس وأهل العِلم حتى اليوم. وذكره المؤرخين في «المُحمّدين» مع من تسمى باسم محمد من المشاهير.
ويقُولُ العالم ابن حزم: «واسم يَموت محمد، وإنما يَموت لقب.»، كان لا يزور ويعود المرضى خوفاً من أن يتطير ويتشاءم الناس منه بسبب اسمه إذا ما مات هذا المريض وكان إذا اضطر لزيارة مريض يذهب إليه فيطق بابه فلمّا يسأله المريض عن هويته يرد بـ ابن المُزَرِّع ولا يقول اسمه، ويقُولُ يَموت عن هذا: «بُليت بالاسم الذي سمّاني به أبي فإنّي إذا عُدت مريضًا فاستأذنت عليه، فقيل: من هذا ؟ قلت: ابن المزرع، وأسقطتُ اسمي.»
عاش أغلب حياته في البصرة حيثُ وُلِد وكان يزور مصر كثيراً، وفي عام 301 هـ زار بغداد وقد كان وقتها شيخاً كبيراً أصابه العجز.
كان يُعد من مِن مشايخ العلم في زمانه، إضافة إلى شِعره كان أديباً وعالم في اللغة العربية، واشتهر بروايته الكثيرة للأخبار والأثار والحديث، وقال الإمام الذهبي في وصفه: «العلامة الأخبارِي أبو بكر العبدي البصري الأديب.»، وقال ابن كثير عنه: «وكان صاحب أخبار وآداب وملح...»
روى الأحاديث والأخبار والقصص والأثار عن الكثير، منهم: خاله الجاحظ، وأبي حفص الفلاس، ومحمد بن حميد اليشكري، وأبي حاتم السجستاني، ونصر بن علي الجهضمي، وأبو الفضل الرياشي، وأبي عثمان المازني، وغيرهم.
وروى عنه: أبو بكر الخرائطي، وسهل بن أحمد الديباجي، والحسن بن رشيق، وأبو بكر بن مجاهد، وغيرهم.
وكان يَموت يروي القراءة عن محمد بن عمر القصبي وعن السجستاني. وله رواية للأخبار وحكايات أورد بعضها ابن خلكان. ومن أخبار يَموت التي رواها: «قال لي سهل بن صدقة، وكانت بيننا مداعبة: ضربك الله باسمكَ، فقلتُ له مسرعاً: أحوجك الله إلى اسم أبيكَ.»
قال ابن الأهدل عنه: «هو ابن أخت أبي عمرو الجاحظ. كان أديبًا أخباريًا، صاحب ملح ونوادر، وكان لا يعود مريضاً خشية أن يتطيروا باسمه..»
وقد مدح منصور الضرير يَموت بشعرٍ له يقول فيه عن يَموت:
ترجم ليَموت من العلماء: الذهبي في سير أعلام النبلاء، وابن كثير في البداية والنهاية، وابن خلكان في وفيات الأعيان وأنباء أبناء الزمان، وخير الدين الزركلي في الأعلام للزركلي، وابن العماد الحنبلي في شذرات الذهب في أخبار من ذهب، وغيرهم.
ويقُولُ ابن العماد الحنبلي عنه: «يموت بن المزرّع، أبو بكر العبدي البصري الأخباري العلّامة، وهو في عشر الثمانين. روى عن خاله الجاحظ، وأبي حفص الفلّاس وطبقتهما.»
من أبناء يَموت الأديب والشاعر مهلهل بن يموت صاحب كتاب سرقات أبي نواس ومُهلهل هذا ذَكَره أبيه يَموت كثيراً في قصائده، ومن قصائده التي يُخاطب فيها ابنه:
ومن قصائده التي يُخاطب بها ابنه أيضًا:
ومن قصائده أيضًا:
ومن قصائده الأُخرى:
ومن قصائده التي يبكي فيها على أيام شبابه:
الكِتاب الوحيد الباقي اليوم ليَموت هُوّ كتابه أمالي ابن المُزرّع وهُوّ كتاب في الأدب والبلاغة. يقُولُ الذهبي في آخر ترجمته عن جرحه وتعديله: «وما أعلمُ به بأساً.»
عاش يَمُوت في آخر حياته في طبرية ومات فيها عام 304 هـ / 916 م وقيل إن وفاته كانت في دمشق.

## وصلات خارجية
- تصفح كتاب أمالي ابن المزرع كاملاً
- ديوان يموت بن المزرع
- ديوان يموت بن المزرع من بوابة الشعراء